# Ludwig Freiherr von Gebsattel
Ludwig Freiherr von Gebsattel (Würzburg, 15 januari 1857 – München, 20 september 1930) was een Beiers militair en aristocraat. Hij bracht het tot de hoge rang van een generaal der Cavalerie. Hij werd door de Duitse keizer gedecoreerd met de Orde van de Rode Adelaar IIe Klasse met de bijzondere toestemming om ook de ster van de grootkruisen of Ie Klasse te dragen. Hij droeg al voor het uitbreken van de Eerste Wereldoorlog de IIIe Klasse met kroon.

## Militaire loopbaan
- Portepée-Fähnrich: 7 augustus 1875[1][2]
- Sekonde-Lieutenant: 23 november 1877[1]- 22 november 1877[2]
- Premier-Lieutenant: 31 oktober 1888[1][2]
- Rittmeister: 19 juni 1892[1][2]
- Major: 28 oktober 1897[1][2]
- Oberstleutnant: 14 juli 1902[1][2]
- Oberst: 21 september 1904[1][2]
- Generalmajor: 8 maart 1907[1][2]
- Generalleutnant: 22 april 1910[1][2]
- General der Kavallerie: 19 maart 1914[1][2]

## Onderscheidingen
- Pour le Mérite op 4 oktober 1916[1][3]
- Militaire Max Joseph-Orde
  - Commandeur op 7 januari 1917[1]
  - Ridder op 25 september 1914[1]